# Saison 2012 des Astros de Houston
La saison 2012 des Astros de Houston est la 51e saison en Ligue majeure de baseball pour cette équipe. Il s'agit de leur dernière saison en Ligue nationale puisque l'équipe doit passer à la division Ouest de la Ligue américaine en 2013.
Avec 55 victoires et 107 défaites, les Astros terminent en sixième et dernière place de la division Centrale de la Ligue nationale et 30e sur 30 clubs du baseball majeur. C'est la pire performance de l'histoire de la franchise, avec une défaite de plus que la difficile saison 2011. Cette quatrième saison perdante de suite des Astros est leur dernière dans la Ligue nationale puisqu'ils passent à la division Ouest de la Ligue américaine en 2013.
Bien qu'il s'agisse de la 51e saison du club qui a commencé ses activités en 1962, c'est en 2012 qu'ont lieu les célébrations du 50e anniversaire de la franchise,.

## Contexte
À leur 50e année d'existence, les Astros de Houston connaissent en 2011 leur plus mauvaise saison. Ils subissent 106 défaites contre seulement 56 victoires. Non seulement ils occupent le dernier rang sur 6 équipes dans la division Centrale de la Ligue nationale, mais ils ont aussi la pire fiche de tout le baseball majeur. C'est leur plus mauvaise saison depuis 1975 et l'équipe rate les séries éliminatoires pour une 6e année de suite. En cours de saison 2011, les Astros échangent deux de leurs meilleurs joueurs, Hunter Pence et Michael Bourn, aux Phillies de Philadelphie et aux Braves d'Atlanta, respectivement.

## Intersaison

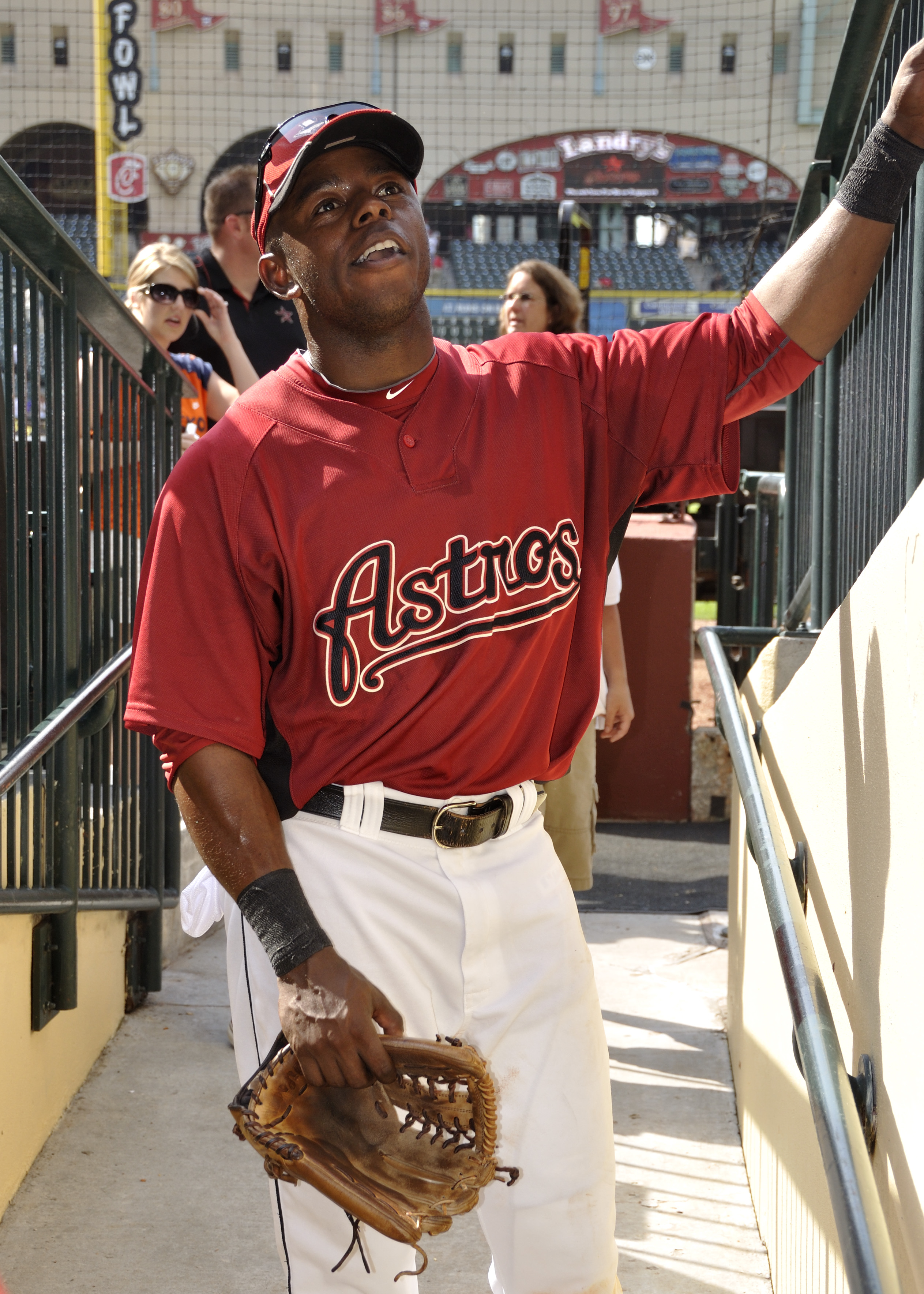
Jason Bourgeois est échangé aux Royals de Kansas City.

En novembre 2011, les Astros de Drayton McLane sont vendus pour 610 millions de dollars au nouveau propriéataire Jim Crane et la rumeur voulant que 2012 soit la dernière saison de l'équipe dans la Ligue nationale est confirmée : les Astros passeront en division Ouest de la Ligue américaine en 2013.
Le voltigeur Travis Buck rejoint les Astros via un contrat des ligues mineures le 10 novembre 2011.
Le 21 novembre, le joueur de champ intérieur Clint Barmes quitte Houston pour Pittsburgh.
Le 14 décembre 2011, les Astros échangent le lanceur de relève droitier Mark Melancon aux Red Sox de Boston en retour du lanceur droitier Kyle Weiland et du joueur d'avant-champ Jed Lowrie.
Le 20 janvier, les Astros mettent sous contrat le receveur Chris Snyder pour une saison.
Le 20 mars, les Astros transfèrent le voltigeur Jason Bourgeois et le receveur Humberto Quintero aux Royals de Kansas City en retour du lanceur gaucher Kevin Chapman.
Le joueur d'utilité Brian Bixler est obtenu au ballottage des Nationals de Washington le 3 novembre. Le voltigeur Fernando Martínez est obtenu de la même manière des Mets de New York le 11 janvier. Le 8 décembre, le lanceur Rhiner Cruz passe de l'organisation des Mets à celle des Astros via le ballottage et le droitier se gagne une place au sein de l'effectif de Houston à l'ouverture de la saison régulière. En revanche, le receveur substitut Craig Tatum est réclamé au ballottage par Arizona le 23 janvier.
Le lanceur droitier Liván Hernández, un vétéran de 16 saisons, signe un contrat des ligues mineures avec les Astors le 31 janvier mais est libéré le 30 mars vers la fin de l'entraînement, pour être récupéré par les Braves d'Atlanta. Les Astros accordent aussi une chance au voltigeur Jack Cust, qui compte 11 saisons d'expérience et se voit promettre 600 000 dollars le 18 janvier. Mais Cust est lui aussi libéré vers la fin de l'entraînement. Invité au camp, le lanceur droitier Zach Duke, un ancien des Pirates de Pittsburgh, est retranché à la fin mars.

## Calendrier pré-saison
L'entraînement de printemps des Astros s'ouvre en février et le calendrier de matchs préparatoires précédant la saison s'étend du 3 mars au 4 avril 2012.

## Saison régulière
La saison régulière des Astros se déroule du 6 avril au 3 octobre 2012 et prévoit 162 parties. Le match d'ouverture a lieu le 6 avril à Houston lors de la visite des Rockies du Colorado.

### Juin
- 4 juin : les Astros ont le premier choix du repêchage du baseball majeur et choisissent l'arrêt-court portoricain de 17 ans Carlos Correa comme première sélection de la draft MLB 2012[25].

### Juillet
- 4 juillet : Le vétéran Carlos Lee est transféré aux Marlins de Miami contre le troisième but Matt Dominguez et le lanceur gaucher des ligues mineures Rob Rasmussen[26].
- 20 juillet : Les Astros échangent le lanceur gaucher J. A. Happ et les droitiers Brandon Lyon et David Carpenter aux Blue Jays de Toronto contre sept joueurs. Houston fait l'acquisition du releveur Francisco Cordero, du voltigeur Ben Francisco, d'un joueur à être nommé plus tard et de quatre athlètes évoluant en ligues mineures : le lanceur gaucher David Rollins, les droitiers Asher Wojciechowski et Joe Musgrove, et le receveur Carlos Perez[27].
- 21 juillet : Les Astros échangent le stoppeur Brett Myers aux White Sox de Chicago en retour de deux joueurs des ligues mineures et un autre à être nommé plus tard[28].
- 24 juillet : Les Astros échangent le lanceur gaucher Wandy Rodríguez aux Pirates de Pittsburgh en retour des lanceurs droitiers Rudy Owens et Colton Cain et du voltigeur Robbie Grossman, tous trois joueurs des ligues mineures[29].

### Août
- 18 août : Les Astros (39 victoires, 82 défaites) congédient leur gérant Brad Mills[30].
- 19 août : Tony DeFrancesco est nommé manager par intérim des Astros[31].

### Septembre
- 18 septembre : Pour la deuxième saison de suite, les Astros atteignent le nombre peu enviable de 100 défaites[32].
- 27 septembre : Bo Porter, instructeur chez les Nationals de Washington, est engagé comme manager des Astros pour la saison 2013[33].

### Classement
| Ligue nationale (Division Centrale) | V  | D   | %    | Diff. |
| ----------------------------------- | -- | --- | ---- | ----- |
| Reds de Cincinnati                  | 97 | 65  | ,599 | -     |
| Cardinals de Saint-Louis            | 88 | 74  | ,543 | 9     |
| Brewers de Milwaukee                | 83 | 79  | ,512 | 14    |
| Pirates de Pittsburgh               | 79 | 83  | ,488 | 18    |
| Cubs de Chicago                     | 61 | 101 | ,377 | 36    |
| Astros de Houston                   | 55 | 107 | ,340 | 42    |

## Affiliations en ligues mineures
| Niveau            | Équipe                   | Ligue                         |
| ----------------- | ------------------------ | ----------------------------- |
| AAA               | Oklahoma City RedHawks   | Ligue de la côte du Pacifique |
| AA                | Corpus Christi Hooks     | Texas League                  |
| A-Advanced        | Lancaster JetHawks       | California League             |
| A                 | Lexington Legends        | South Atlantic League         |
| A (saison courte) | Tri-City ValleyCats      | New York - Penn League        |
| Ligue des recrues | Greeneville Astros       | Appalachian League            |
| Ligue des recrues | Gulf Coast League Astros | Gulf Coast League             |
| Ligue des recrues | DSL Astros               | Dominican Summer League       |